# 4ix
4ix（フォーアイエックス）は、石川県金沢市に本社を置くメディアウェイブシステムズ株式会社（MEDIAWAVE SYSTEMS Inc.）が運営するインターネットサービスプロバイダである。

## 概要
インターネット接続サービスbb4ixを2012年（平成24年）に開始した。日本のインターネットサービスプロバイダとしては後発。同社は「ネットバリュー」ブランドでインターネット接続サービスを提供しているが、フレッツISDNやフレッツADSL、フレッツ光からモバイルWiMAXといった移動体通信まで、幅広い回線タイプをカバーするネットバリューに対して、4ixはブロードバンド常時接続のフレッツADSLとフレッツ光に特化し、主に個人向けサービスに軸足をおいている。

## 沿革
- 1999年（平成11年）- メディアウェイブシステムズ株式会社設立
- 2006年（平成18年）- 電気通信事業開始
- 2010年（平成22年）- チェコAVAST Software a.s.と提携開始
- 2012年（平成24年）- bb4ixサービス提供開始

## bb4ix
bb4ix（ビービーフォーアイエックス）はNTT西日本およびNTT東日本のフレッツADSLとフレッツ光に対応した、インターネット接続サービス。接続サービスに特化したシンプルなサービスが特徴で、メールアドレス等、付加サービスの提供はない。チケット制のような料金体系をとっており、契約時に1ヶ月・3ヶ月・6ヶ月・1年間から希望する利用期間を選択する。また、サービスの新規契約から利用料金の請求や支払など、基本的な手続はすべてオンラインで行うシステムで、利用者はスマートフォンまたはPCで専用サイトにアクセスする必要がある。

## アバスト!
アンチウイルスソフトウェアのアバスト!を開発するチェコ共和国のAVAST Software a.s.社の正規販売事業者であり、日本国内での同社製品の販売およびサポートを行っている。個人の非商用目的に限り無料で利用できる「アバスト！無料アンチウィルス」を提供している。

## 参加活動等
- 石川県コンピュータネットワークセキュリティ協議会